# Уан Джъни
Уан Джъни (на традиционен китайски: 王贞仪, на опростен китайски: 王貞儀, на пинин: Wáng Zhēnyí) е учена и астрономка от династията Цин. Тя нарушава феодалните обичаи на онова време, които пречели на правата на жените, като се обучава по предмети като астрономия, математика, география и медицина. Тя е известна с приноса си в астрономията, математиката и поезията.

## Биография
Родният дом на Уан е в провинция Анхуей, но семейството на дядо ѝ се премества в Джиянгън или в днешния Нанкин. Семейството ѝ се състои от дядо ѝ, баба ѝ и баща ѝ. Дядо ѝ Уан Джефу (王者辅) е бивш управител на окръг Фенгхен и Сюенхуа, има дълбока любов към четенето и притежава колекция от над седемдесет и пет лавици с книги. Баща ѝ, Уан Сичен, не успява да вземе имперските изпити и затова учи медицински науки и записва откритията си в колекция от четири тома, наречена Yifang yanchao. Дядо ѝ е първият ѝ учител по астрономия; баба ѝ е учителката ѝ по поезия, а баща ѝ ѝ преподава медицина, география и математика. На двадесет и пет години се омъжва за Жан Мей от Сюанчен в провинцията Анхуей. След брака си, тя става по-известна с поезията и познанията си по математика и астрономия, които преподава на неколцина ученици. Уан Джъни умира на двадесет и девет години, без деца.

## Академични постижения
Въпреки че живее само двадесет и девет години, Уан Джъни постига много в академичния свят. Тя се отличава с астрономия и математика. Един от нейните приноси е в описването на възгледите си върху небесните явления в статията си „Спор за поредицата на равноденствията“. Успява да обясни и да докаже как равноденствията се движат и как да се изчисли тяхното движение. Пише много други статии като например „Спор за дължината и звездите“, както и „Обяснение на лунното затъмнение“. Коментира броя на звездите, въртящата се посока на Слънцето, Луната и планетите Венера, Юпитер, Марс, Меркурий и Сатурн. Също така описва връзката между лунните и слънчевите затъмнения.
В сферата на математиката Джъни овладява тригонометрията и познава Питагоровата теорема. Пише статия, наречена „Обяснение на Питагоровата теорема и тригонометрия“, където правилно описва триъгълника и връзката между по-късия катет на правоъгълния триъгълник, дългата страна и хипотенузата.